# ماري سوير
ماري سوير (بالإنجليزية: Mary Sawyer)‏ هي لاعب كرة مضرب أسترالية، ولدت في 11 يونيو 1957.

## وصلات خارجية
- ماري سوير على موقع رابطة محترفات التنس (الإنجليزية)
- ماري سوير على موقع الاتحاد الدولي لكرة المضرب (الإنجليزية)
- ماري سوير على موقع خلاصة التنس.كوم (الإنجليزية)